# Ebilassokro
Ebilassokro è una città e sottoprefettura della Costa d'Avorio appartenente al  dipartimento di Abengourou. Conta una popolazione di 19 433 abitanti (censimento 2014).